# 252 (tal)
252 är det naturliga talet som följer 251 och som följs av 253.

## Inom vetenskapen
- 252 Clementina, en asteroid.

## Inom matematiken
- 252 är ett jämnt tal.
- 252 är ett palindromtal i det decimala talsystemet.
- 252 är ett palindromtal i det kvinära talsystemet.
- 252 är ett hexagonalt pyramidtal
- 252 är ett Praktiskt tal.